# Musical Academy
Musical Academy（ミュージカル・アカデミー）は、ジャニーズ事務所に所属するジャニーズJr.内で結成されたダンスユニット。通称：MA（エムエー）。リーダーは町田慎吾。

## 概要
1999年3月、ミュージカル『PLAYZONE 1999 Goodbye&Hello』に出演する、舞台中心に活躍していたジャニーズJr.がユニットとしてまとめられて誕生。メンバーには知らされないまま、スポーツ新聞でグループの発足が発表された。雑誌でグループとして掲載された後、『ミュージックステーション』にも出演。以降『THE夜もヒッパレ』への準レギュラー出演などを通してMAとしての活動が本格化していった。初代メンバーには、大野智（嵐）や原知宏なども在籍していたが、その後メンバー交替を何度か繰り返した。
『PLAYZONE』や『SHOCK』など舞台関連の仕事を中心に活動する一方、TOKIOのコンサートや東山紀之のディナーショーなどのバックを務めた。2008年に屋良朝幸がソロ活動に専念して以降は、MAとして米花剛史と町田慎吾の2人がKinKi Kids、堂本光一のコンサートや歌番組でバックダンサーとして活動していたが、2012年7月に米花が事務所を退社し、グループとしての活動はなくなった。

## 来歴
1999年3月
- 秋山純、大野智、原知宏、町田慎吾、屋良朝幸の5人で結成[要出典]。

2003年5月
- 初の主演舞台『青木さん家の奥さん』を東京グローブ座で行う[1]。

2005年8月
- 初の単独ライブを品川ステラボールで開催[5]。

2005年11月
- 初の主演ミュージカル『FAME』を東京芸術劇場などで行う[6]。

2008年3月31日
- 秋山純が正式に事務所を退社[7]。

2012年7月
- 米花剛史が事務所を退社[4]。

## メンバー変遷
『Mannish』1999年9月号発売時
- 秋山純、大野智、原知宏、町田慎吾、良知真次

2000年春（『ジャニーズジュニア名鑑 2000 SPRING VOL.7』刊行時）
- 秋山純、原知宏、町田慎吾、良知真次、米花剛史、屋良朝幸、髙橋譲、大堀治樹、福原一哉

2000年夏（『ジャニーズジュニア名鑑 2000 SUMMER VOL.8』刊行時）
- 秋山純、原知宏、米花剛史、屋良朝幸、小原裕貴

2001年春（『ジャニーズジュニア名鑑 2001 SPRING VOL.9』刊行時）
- 秋山純、米花剛史、屋良朝幸、町田慎吾

## オリジナル曲
JASRAC公式サイトの「作品データベース検索サービス」において、「MUSICAL ACADEMY」を含む楽曲の検索結果をもとに記述。
- HEAVEN'S HOLE（作詞：TAKESHI・MUSICAL ACADEMY、作曲：飯田建彦） - JASRAC作品コード：101-0399-6　※MA初のオリジナル曲[12]
- この場をFULLに（作詞：町田慎吾、作曲：SPIN） - JASRAC作品コード：121-1758-7
- ENDLESS SUMMER（作詞：MUSICAL ACADEMY・AXEL G、作曲：BULGE） - JASRAC作品コード：126-6176-7
- PERIOD（作詞：MUSICAL ACADEMY、作曲：ha-j・J） - JASRAC作品コード：108-0857-4

## 出演

### 舞台
- PLAYZONE 1999 Goodbye&Hello （1999年7月11日 - 8月15日、青山劇場 / フェスティバルホール）[要出典]
- PLAYZONE 2000 THEME PARK （2000年7月16日 - 8月20日、青山劇場 / 大阪フェスティバルホール）[要出典]
- MILLENNIUM SHOCK（2000年11月2日 - 26日、帝国劇場）[13]
- PLAYZONE 2001 EMOTION〜新世紀〜 （2001年7月14日 - 8月17日、青山劇場 / 大阪フェスティバルホール）[要出典]
- SHOW劇・SHOCK（2001年12月1日 - 2002年1月27日・2002年6月、帝国劇場）[13]
- PLAYZONE 2002 愛史 （2002年7月13日 - 8月15日、青山劇場 / 大阪フェスティバルホール）[要出典]
- My Mirage（2002年9月、かながわドームシアター） - 屋良・米花・町田
- SHOCK is Real shock（2003年1月8日 - 2月25日、帝国劇場）
- 青木さん家の奥さん（2003年5月29日 - 6月8日、東京グローブ座 / 大阪） - 主演[14]
- PLAYZONE 2003 Vacation （2003年7月14日 - 8月17日、青山劇場 / 大阪フェスティバルホール）[15]
- My Mirage II（2003年10月、東京） - 屋良・米花・町田
- Shocking SHOCK（2004年2月6日 - 29日、帝国劇場）
- 真夏の夜の夢（2004年5月30日 - 6月12日、東京グローブ座） - 主演[16]
- スカパン（2004年9月、松本芸術文化会館：こけら落し・東京グローブ座） - 屋良・町田
- Endless SHOCK（2005年1月8日 - 2月28日、帝国劇場）
- PLAYZONE 2005 〜20th Anniversary〜Twenty Years… （2005年7月6日 - 8月17日、青山劇場 / 大阪フェスティバルホール）[17]
- FAME（2005年11月19日 - 27日、東京芸術劇場中ホール / 12月1日 - 2日、シアターBRAVA!）[6][18]
  - FAME（再演）（2006年11月21日 - 26日、東京芸術劇場中ホール、福岡・名古屋・大阪）[19]
- Endless SHOCK（2006年2月6日 - 3月29日、帝国劇場）[20]
- 忍者イリュージョン NARUTO -ナルト-（2006年5月4日 - 14日、五反田ゆうぽうと簡易保険ホール / 5月19日 - 21日、シアターBRAVA!） - 主演[21]
- Endless SHOCK（2007年1月6日 - 2月28日、帝国劇場）[22]
- サバイバル☆アイランド（2007年5月11日 - 21日、池袋サンシャイン劇場 / 6月1日 - 3日、兵庫県立芸術文化センター） - 主演[2][23][24]
- @ザ・グローブ・プロジェクト vol.3（2007年12月、東京グローブ座） - 町田・米花
- フルハウス（2008年5月・6月、東京グローブ座・兵庫県立芸術文化センター） - 町田・米花

### バラエティ番組
- THE夜もヒッパレ（日本テレビ） - 準レギュラー[11][25][26][注 1]
- 少年隊夢（フジテレビ）[25]
- 少年隊夢Ⅱ（フジテレビ）[26]

### ラジオ
- ちゃぱら☆Fight ジャニーズジュニアの月曜日（1999年10月 - 2000年3月）[25][26]
- ラジオドラマ『サバイバル☆アイランド』（2007年）

### CM
- プリングルズ（P&G） - 町田・米花

### コンサート
- SUMMARY 2005 MA 1st LIVE 2005[5]
  - 2005年8月28日（追加公演2回を含む3回公演）[要出典]
  - 品川アクアスタジアム内の「Johnnys Theater」（ステラボール）にて初単独コンサートを開催。

### イベント
- 第15回金曲賞（2004年5月8日、台湾） - 今井翼と共にプレゼンターとして出演[28]